# Aiways U5
Aiways U5 – elektryczny samochód osobowy typu SUV klasy średniej produkowany pod chińską marką Aiways od 2019 roku.

## Historia i opis modelu

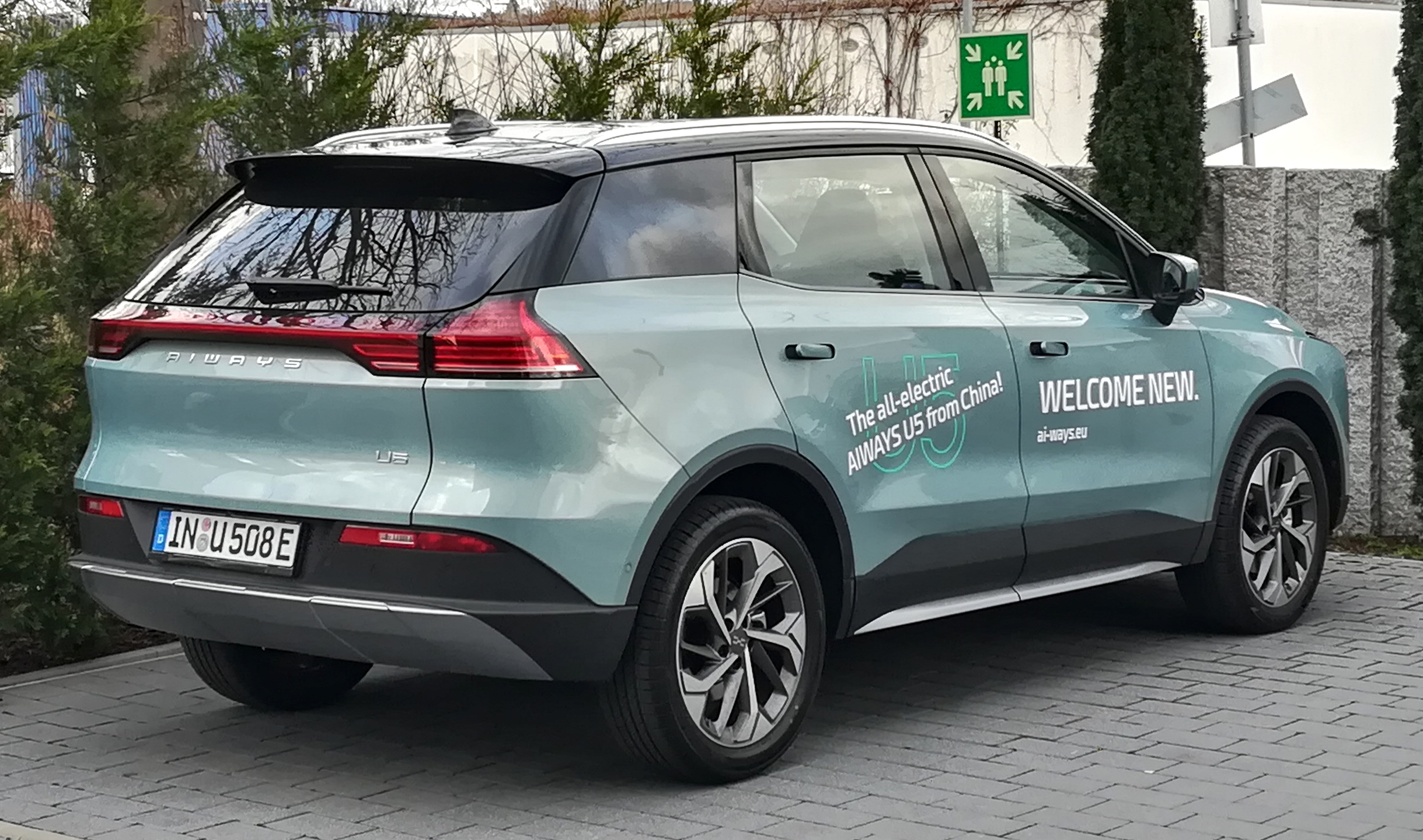
Aiways U5 - tył

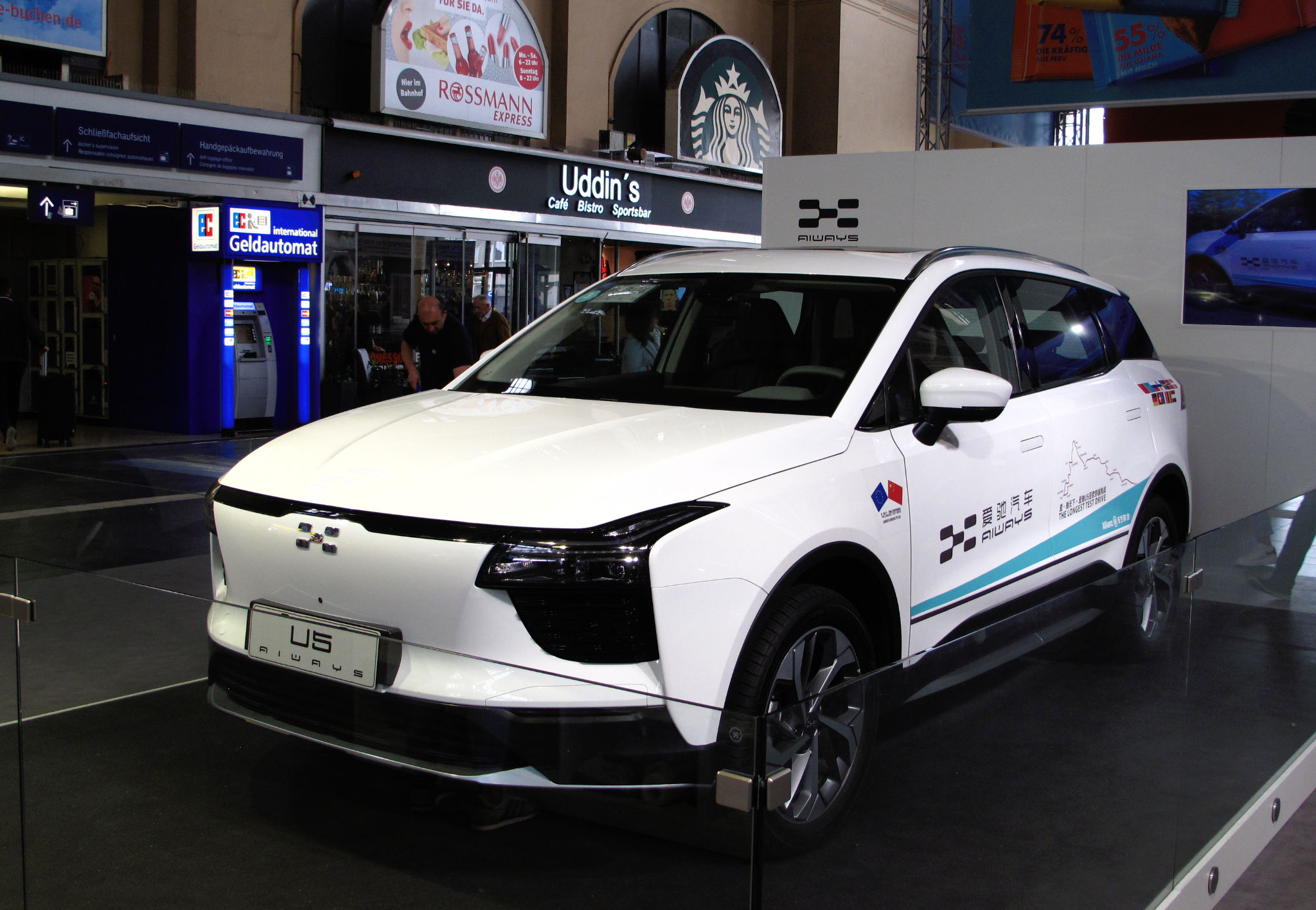
Aiways U5 we Frankfurt Hauptbahnhof

W listopadzie 2018 roku chiński startup zajmujący się rozwojem technologii samochodów elektrycznych przedstawił studium swojego pierwszego SUV-a U5 Ion Concept. Jego seryjna postać pod skróconą nazwą Aiways U5 odbyła się w marcu 2019 roku.
Pod kątem stylistycznym samochód odtworzył cechy wyglądu poprzedzającego go studium, zyskując reflektory w kształcie zadartych do góry bumerangów i umieszczonych pod nimi imitacji wlotów powietrza, z czego w prawym ukryto wtyczkę do ładowania układu elektrycznego. Wysuwane klamki zostały ukryte w drzwiach, z kolei tylne lampy przyjęły podłużny kształt. Kokpit z kolei zyskał awangardową formę ze spłaszczonymi u dołu i z góry krawędziami, a także dużym dotykowym ekranem w konsoli centralnej.

### Sprzedaż
Jako pierwszy chiński producent samochodów elektrycznych, Aiways ogłosił europejską premierę U5 na Geneva Motor Show w marcu 2020 roku.
Po odwołaniu wydarzenia, planowana premiera nie odbyła się, jednak producent ogłosił początek sprzedaży U5 w wybranych krajach Europy Zachodniej na sierpień 2020 roku. W lipcu 2020 roku na francuskiej wyspie Korsyka Aiwaysy U5 dostępne będą w liczbie 500 sztuk w ramach wypożyczalni samochodów Hertz.

### Dane techniczne
Układ napędowy w Aiwaysie posiada baterię o pojemności 63 kWh. Moc silnika wynosi 170 KM, za to maksymalny moment obrotowy określono na 315 Nm. Zasięg wynosi ok. 340 kilometrów, z kolei diagnostyka i aktualizacje oprogramowania mają odbywać się zdalnie podobnie do tego, jak odbywa się to w samochodach Tesli.